# Russell Howard

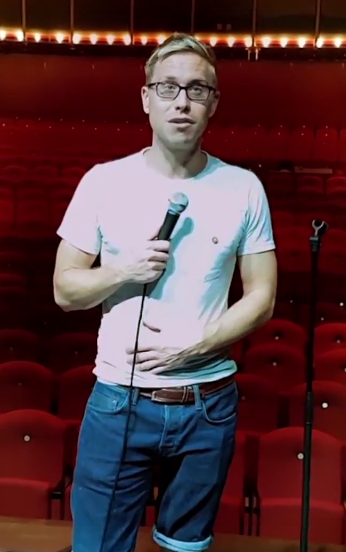
Russell Howard (2017)

Russell Joseph Howard (* 23. März 1980) ist ein englischer Komiker, Schauspieler, Fernseh- und Radiomoderator. Er moderierte seine eigenen Fernsehsendungen „Russell Howard's Good News“ und „The Russell Howard Hour“ und trat in der aktuellen Panel-TV-Show Mock the Week auf. Howard nahm 2018 an der sechsten Staffel von Taskmaster teil.
Er gewann bei den Chortle Awards 2006 den Preis „Bester Conférencier“ und wurde für seine Show beim Aberdeen Festival Fringe 2006 für einen Edinburgh Comedy Award nominiert. Als Einflüsse nannte Howard die Komiker Lee Evans, Richard Pryor und Frank Skinner. Howard wurde in Bath, Somerset, geboren und wuchs im nahegelegenen Radstock, Somerset, auf. Seine Eltern sind Dave und Ninette Howard. Er hat zwei jüngere Geschwister, die Zwillinge Kerry und Daniel (geb. 1982). Schwester Kerry ist Schauspielerin.